# Hawarden (Iowa)
Hawarden – miasto w Stanach Zjednoczonych, w stanie Iowa, w hrabstwie Sioux, położone nad rzeką Big Sioux. Zgodnie ze spisem statystycznym z 2000 roku, miasto liczyło 2478 mieszkańców.